# Championnat du Yémen de football 2013-2014
Navigation
Saison précédente Saison suivante
La saison 2013-2014 du Championnat du Yémen de football est la vingt-deuxième édition de la première division au Yémen. Quatorze formations sont rassemblées au sein d'une poule unique et s'affrontent deux fois au cours de la saison, à domicile et à l'extérieur. Les quatre derniers sont relégués et remplacés par les quatre meilleurs clubs de Division 1, la deuxième division yéménite.
C'est le club d'Al Saqr Ta'izz qui remporte la compétition cette saison après avoir terminé en tête du classement final, avec dix points d'avance sur Al Ahli Sanaa et vingt-deux sur Al-Tilal SC. Il s’agit du troisième titre de champion du Yémen de l’histoire du club.

## Les clubs participants
| - Al-Sha'ab Ibb - Shabab al-Jeel - Promu de D2 - May 22 Sanaa - Promu de D2 - Al Ittihad Ibb - Al-Tilal SC - Al Hilal Hudaydah - Al Yarmuk al-Rawda | - Al-Ahli Ta’izz - Promu de D2 - Al Oruba Zabid - Al Sha'ab Hadramaut - Al-Rasheed Ta'izz - Al-Sha’ab Sanaa - Promu de D2 - Al Ahli Sanaa - Al Saqr Ta'izz |

## Compétition
Le barème de points servant à établir le classement se décompose ainsi :
- Victoire : 3 points
- Match nul : 1 point
- Défaite : 0 point

### Classement
| Rang | Équipe              | Pts | J  | G  | N  | P  | Bp | Bc | Diff |
| ---- | ------------------- | --- | -- | -- | -- | -- | -- | -- | ---- |
| 1    | Al Saqr Ta'izz      | 65  | 26 | 20 | 5  | 1  | 50 | 14 | +36  |
| 2    | Al Ahli Sanaa       | 55  | 26 | 17 | 4  | 5  | 45 | 25 | +20  |
| 3    | Al-Tilal SC         | 43  | 26 | 12 | 7  | 7  | 41 | 24 | +17  |
| 4    | Al Ittihad Ibb      | 42  | 26 | 11 | 9  | 6  | 32 | 30 | +2   |
| 5    | Al Oruba Zabid      | 38  | 26 | 9  | 11 | 6  | 21 | 15 | +6   |
| 6    | Al Yarmuk al-RawdaT | 37  | 26 | 10 | 7  | 9  | 38 | 29 | +9   |
| 7    | Shabab al-JeelP     | 37  | 26 | 9  | 10 | 7  | 31 | 27 | +4   |
| 8    | Al Sha'ab Hadramaut | 34  | 26 | 9  | 7  | 10 | 36 | 33 | +3   |
| 9    | Al Hilal Hudaydah   | 34  | 26 | 8  | 10 | 8  | 28 | 35 | -7   |
| 10   | Al-Sha'ab Ibb       | 31  | 26 | 8  | 7  | 11 | 28 | 30 | -2   |
| 11   | Al Sha'ab Sana'aP   | 23  | 26 | 5  | 8  | 13 | 15 | 35 | -20  |
| 12   | Al Rasheed Ta'izz   | 20  | 26 | 4  | 8  | 14 | 16 | 36 | -20  |
| 13   | Al-Ahli Ta'izzP     | 17  | 26 | 3  | 8  | 15 | 18 | 36 | -18  |
| 14   | May 22 Sana'aP      | 16  | 26 | 3  | 7  | 16 | 22 | 52 | -30  |

|  | Qualification pour la Coupe de l'AFC 2015   |
|  | Relégation directe en Division 1            |
|  | T : Tenant du titre P : Promu de Division 1 |

## Bilan de la saison
| Championnat du Yémen de football 2013-2014 |                           |
| Champion                                   | Al Saqr Ta'izz (3e titre) |
| Coupes et trophées                         |                           |
| Vainqueur de la Coupe du Yémen 2013-2014   | Non disputée              |
| Qualifications continentales               |                           |
| Coupe de l'AFC 2015                        | Al Saqr Ta'izz            |
| Promotions et relégations                  |                           |
| Promus en Yemeni League                    | Al Shula Aden             |
| Promus en Yemeni League                    | Al Wahda Aden             |
| Promus en Yemeni League                    | Fahman Abyan              |
| Promus en Yemeni League                    | Al Wehda Club Sanaa       |
| Relégués en Division 1                     | Al-Sha’ab Sanaa           |
| Relégués en Division 1                     | Al Rasheed Ta’izz         |
| Relégués en Division 1                     | Al-Ahli Ta’izz            |
| Relégués en Division 1                     | May 22 Sana’a             |